# Fernando Tiscareño
Fernando Tiscareño, né le 12 août 1945 à Ciudad Juárez au Mexique, est un ancien joueur mexicain de basket-ball.

## Palmarès
- Finaliste des Jeux panaméricains de 1967